# L.I.G.A
L.I.G.A is een Deens urbanpop-trio opgericht in 2012 bestaande uit Nicky Russell, Feras Agwa en Ihan Haydar. Ze staan onder contract bij platenlabel RE:A:CH en hebben een distributiecontract met Universal Music in Denemarken.

## Geschiedenis
Russell en Agwa hebben voor de oprichting van de band, onafhankelijk van elkaar, succes gehad met muziekvideo's op YouTube. Daar ontdekte zij elkaars muziek en gingen samen nummers schrijven. Zonder dat Russell en Agwa elkaar ontmoetten, stuurden zij de muziek die ze maakten op naar platenbaas en songwriter Chief 1 die hun aanbood de muziek in zijn studio op te nemen.
Tijdens de opnamen was Ihan Haydar in de studio en hij bood zich vrijwillig aan om te drummen. Hiermee was het trio geboren. De debuuthit van het trio was Skylder dig ik' noget. Hun debuutalbum L.I.G.A kwam uit op 28 maart 2014.

## Bandleden
- Nicky Russell – zanger en tekstschrijver
- Feras Agwa – rapper
- Ihan Haydar – drummer

## Discografie

### Album
- "L.I.G.A" (2014)

### Singles
| Jaar | Titel                   | Hoogste notering | Certificering                           | Album               |
| Jaar | Titel                   | Denemarken       | Certificering                           | Album               |
| ---- | ----------------------- | ---------------- | --------------------------------------- | ------------------- |
| 2013 | "Skylder dig ik' noget" | 8                | - Goud (download) - Platina (streaming) | L.I.G.A             |
| 2013 | "Den første gang"       | 4                | - Platina (streaming)                   | L.I.G.A             |
| 2014 | "Julia"                 | 5                | - Goud (streaming)                      | L.I.G.A             |
| 2014 | "Søvnløs"               |                  |                                         | Single zonder album |